# Denotarisia linguifolia
Denotarisia linguifolia är en bladmossart som först beskrevs av De Not., och fick sitt nu gällande namn av Riclef Grolle. Denotarisia linguifolia ingår i släktet Denotarisia och familjen Jamesoniellaceae. Inga underarter finns listade i Catalogue of Life.